# Chironomus longimanus
Chironomus longimanus är en tvåvingeart som först beskrevs av Johann Wilhelm Meigen 1830.  Chironomus longimanus ingår i släktet Chironomus och familjen fjädermyggor. Inga underarter finns listade i Catalogue of Life.